# Andra makedoniska kriget
Andra makedoniska kriget utspelades mellan åren 200 f.Kr.-196 f.Kr. mellan Kungariket Makedonien under Filip V och Rom i allians med Pergamon och Rhodos.